# بيلة حمضمينية
بيلة حمضمينية هي حالةٌ تحدث عندما يحتوي البول على كميات عالية وبشكل غير طبيعي من الأحماض الأمينية. في الكلية السليمة، تعمل الكبيبات على تصفية الدم من جميع الأحماض الأمينية.
والأنابيب الكلوية تستوعب أكثر من 95 بالمئة من الأحماض الأمينية التي تمت تصفيتها في الدم.
عند ارتفاع نسبة البيلة الحمضمينية، التراكيز العالية من الأحماض الأمينية في بلازما الدم تؤثر على قدرة الأنابيب الكلوية على العمل مما يؤدي إلى وجود تراكيز عالية من الأحماض الأمينية في البول. وهذا قد يكون ناجما عن اضطرابات خلقية في أيض الحمض الأميني، على سبيل المثال بيلة الفينيل كيتون، أو قد تكون أعراض ثانوية لأمراض الكبد.
في البيلة الحمضمينية تكون الأنابيب الكلوية غير قادرة على امتصاص الأحماض الأمينية المعاد تصفيتها في الدم، مما يتسبب في تراكيز عالية من الأحماض الأمينية في البول، وهذا قد يكون ناجما عن خلل في بروتينات النقل في النبيب الكلوي، كما يحدث في مرض هارتناب، أو قد يكون ناجما عن تلف النبيب الكلوي، كما يحدث في متلازمة فانكوني.